# Миколаївка (Кальміуський район)
Микола́ївка — село в Україні, у Бойківській громаді Кальміуського району Донецької області. Населення становить 254 осіб.

## Загальні відомості
Розташоване на лівому березі р. Кальміус. Відстань до райцентру становить близько 16 км і проходить переважно автошляхом Т 0519. За рішенням ВР України Про зміни в адміністративно-територіальному устрої Донецької області нині перебуває на межі Бойківського та Волноваського районів.
Перебуває на території, яка тимчасово окупована російськими терористичними військами.

## Історія
16 січня 2015 року проросійські бойовики здійснили багаторазовий обстріл позицій українських військових поблизу Миколаївки, поранено четверо вояків. Вогонь вівся з артилерії, мінометів, протитанкових знарядь, артилерії. 8 лютого близько 18-ї години терористами з РСЗВ «Град» були атаковані позиції українських вояків під Миколаївкою, один військовослужбовець загинув, 4 поранено.

## Населення
За даними перепису 2001 року населення села становило 254 особи, з них 72,83% зазначили рідною мову українську та 27,17% — російську.